# Ampliodactylus vestitus
Ampliodactylus vestitus är en skalbaggsart som beskrevs av Philippi 1864. Ampliodactylus vestitus ingår i släktet Ampliodactylus och familjen Melolonthidae. Inga underarter finns listade i Catalogue of Life.